# Lynaktion IPCRESS
Lynaktion IPCRESS, eller på engelsk The IPCRESS File, er den første spy-fictionsroman af Len Deighton og blev udgivet i 1962. Den blev filmatiseret i 1965.
| Bog | Spire Denne artikel om bøger og tidsskrifter er en spire som bør udbygges. Du er velkommen til at hjælpe Wikipedia ved at udvide den. |